# Markowo (województwo podlaskie)
Markowo – wieś w Polsce położona w województwie podlaskim, w powiecie bielskim, w gminie Brańsk.
| SIMC    | Nazwa   | Rodzaj  |
| ------- | ------- | ------- |
| 0024740 | Pasieka | kolonia |

W latach 1975–1998 miejscowość administracyjnie należała do województwa białostockiego.
Wierni kościoła rzymskokatolickiego należą do parafii św. Doroty w Domanowie.